# Запорошка Сича
Запорошка Сича (укр. Запорізька Січ) утврђени центар (тврђава) нерегистрованих козака друге половине 15. и краја 18. века, који се налазио иза брзака Дњепра. Сачувани су подаци о осам Запорожских Сичеја

## Запорошка Сича
Почев од 15. века формирали су се козаци, православни сељаци који су одбијали да буду ропски и асимилирани са Пољацима католицима. Први потврђени помен украјинских козака датира из 1492. године, када су напали турски брод да би ослободили заробљенике . Запорошки козаци су формирали независну структуру за време Дмитра Вишњевецког, средином 16. века, када је подигао прву Сеч на острву Хортиција (у центру савременог града Запорожја) да би заштитио украјинске земље од сталних напади Татара и Турака . Током постојања украјинских козака, њени центри су у различито време били 8 тврђава (Сиче): 1. Хортитска (1556—1557), 2. Томакивска (70—80-те године 16. века), 3. Базавлутска (1593—1593) .). 1638) 4. Микитинска (1639—1652), 5. Чортомлитска (1652—1709), 6. Камјанска (1709—1711 и 1730-1734), 7. Олечковска (1711—1728), 8. Нова 1734-1775) .
Након што је 1647. године пољски племић Данило Чаплински напао фарму Богдана Хмељницког у граду Суботиву, при чему је мучио малолетног сина Бохдановог и заробио његову жену, Хмјелницки је отишао у Сич (то је тада већ била четврта Сеч, територија савременог града Никопоља) украјински козаци су га изабрали за хетмана.
Почетком фебруара 1648. пробили су опсаду пољске војске код Сича и подигли највећи козачки устанак у историји. После антифеудалне сељачке револуције (1648—1654), источни део Украјине се ослободио власти Пољске и успоставио се као аутономна козачка држава којом управљају козачке вође, а на челу са изабраним хетманом. У то време се појавила посебна украјинска нација .
Период после смрти Богдана Хмељницког, који је трајао од 1657. до 1687. године, назван је „Рушевине“ због великог броја грађанских сукоба . Године 1700. ликвидирана је украјинска козачка војска на десној обали Дњепра, која је била под влашћу Пољака, услед чега су козаци наставили да постоје само на левој обали Дњепра под протекторатом Русије . Руске власти су редовно слале Украјинце (козаке и сељаке) на тешке послове у дубину царства и покушавале да униште козаке, што је изазвало огорчење Украјинаца. 1708. године, током Северног рата, шведски краљ је са својом војском кренуо кроз Украјину, услед чега је хетман Иван Мазепа одлучио да склопи нови савез, већ са Шведском . Хетмана су подржавали козаци. Стога је руски цар Петар И наредио да се уништи тадашња престоница Украјине – град Батурин, а Јан. У Полтавској бици 1709. године шведско-украјинска војска је поражена због неједнакости снага. Иван Мазепа и Карло XII повукли су се у земље Османског царства дуж реке Дњестар, у град Бендери, и умрли у изгнанству . После Мазепине смрти 1711. године, украјински козаци предвођени Костом Хордијенком изабрали су за новог хетмана Пилипа Орлика, који је увео први украјински устав, који неки историчари сматрају првим уставом у Европи, према којем је власт у Украјини подељена на три гране: извршна (Главно веће на челу са хетманом), законодавна (Главно веће) и судска .
После смрти генерала хетмана Скоропадског 1722. године, по налогу Русије, за хетмана је изабран Павел Полуботко, који је убрзо послат у Санкт Петербург, а на његово место створен је Малоруски колегијум – извршни орган који се састоји од 6 Руса. Али чим је 1727. године настала нова претња од Отоманског царства, колегијум је ликвидиран, а Данило Апостол је изабран за хетмана да би придобио наклоност Украјинаца . Полуботко се са руским властима договорио о одлучујућим тачкама, према којима је у североисточном делу Украјине (Хетманска област) обновљена релативна аутономија. Кирило Разумовски је постао последњи хетман Украјине .
Катарина Велика, царица Русије, средином 18. века укинула је Хетманство и разорила Сич у последњој четвртини 18. века, а потом је украјинско становништво претворила у кметове . Спровођена је политика русификације: званично је забрањено користити украјински језик и подучавати га .